# Fredersdorf (Zichow)
Fredersdorf è una frazione del comune tedesco di Zichow, nel Land del Brandeburgo.

## Storia
Il 31 dicembre 2001 il comune di Fredersdorf venne soppresso e aggregato al comune di Zichow.